# Premio San Miguel

El Premio San Miguel (en francés, Prix Saint-Michel; en neerlandés, Sint-Michielsprijs) es una serie de reconocimientos belgas. Son otorgados anualmente por la ciudad de Bruselas, en el ámbito de la historieta. Su nombre se corresponde con el del patrón de la ciudad: San Miguel. 

## Historia
El premio fue concebido por André Leborgne, y otorgado por primera vez en 1971, siendo el premio europeo a la historieta más antiguo. En esta ocasión, su Gran Premio fue otorgado a Edgar Pierre Jacobs, mientras que el Gran Premio de la Historieta Extranjera fue a parar, exaqueo, a Jean Giraud y Al Capp.
Desde 2002, se entrega como parte del festival belga de la historieta Comics Festival Belgium, organizado en Bruselas por la asociación sin fines de lucro 9ème Art - BD (en francés, Historieta: el 9° arte).